# 橋頭 (西貢區)
橋頭（英語：Kiu Tau）是香港的一個島嶼，地區行政上屬於西貢區。位於西貢市對開海面，橋咀洲以西，與橋咀洲是連島沙洲。
橋頭為橋咀洲附屬島嶼。
橋頭上並沒有居民居住。在礁石上建有一盞海上導航燈。

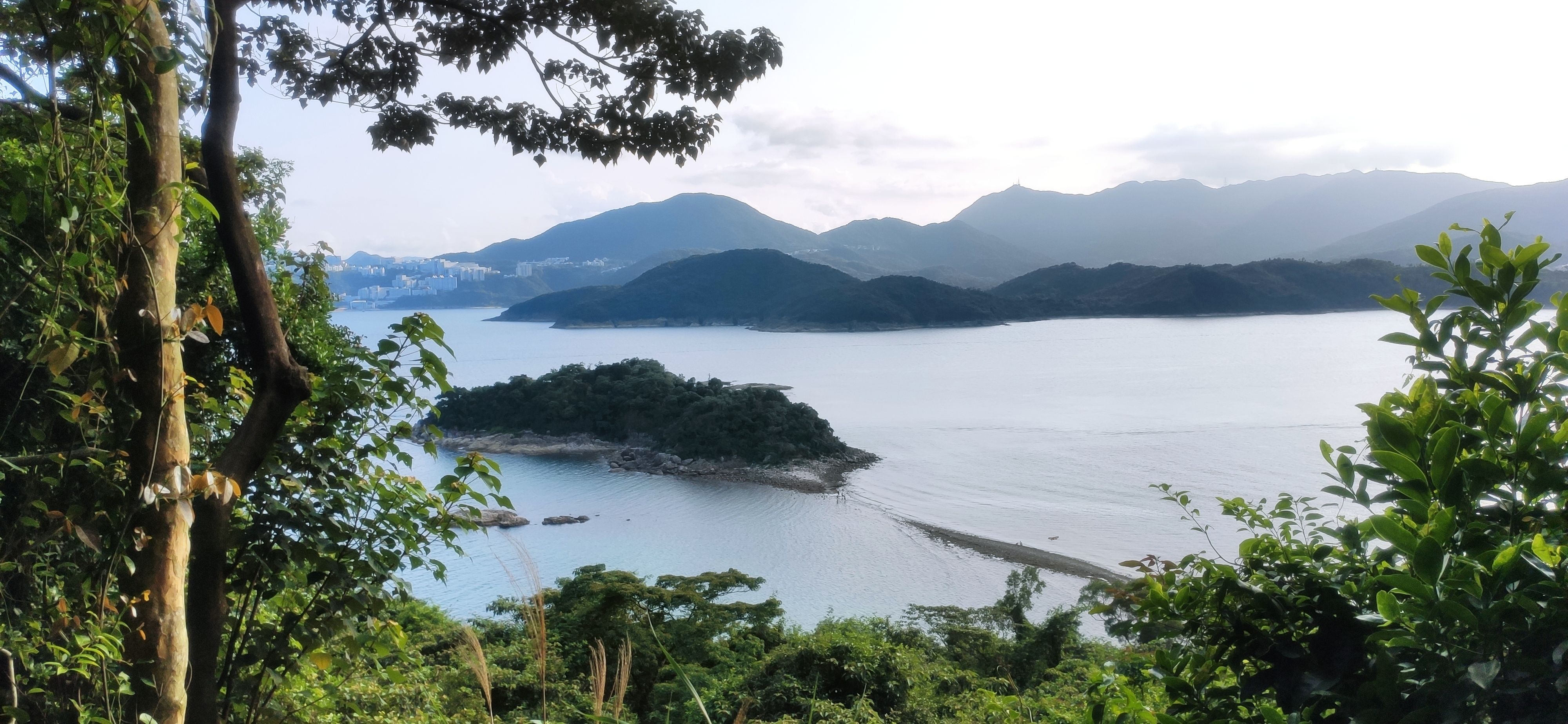
橋頭及連島沙洲